# Parque Quase-Nacional Kyoto Tamba Kogen
O Parque Quase-Nacional Kyoto Tamba Kogen é um parque quase-nacional localizado na prefeitura japonesa de Quioto. Estabelecido em 25 de março de 2016, tem uma área de 69 158 hectares.